# Кубок Данії з футболу 2012—2013
Кубок Данії з футболу 2012–2013 — 59-й розіграш кубкового футбольного турніру в Данії. Титул втретє здобув Есб'єрг.

## Календар
| Раунд        | Дата                                     | Матчі | Клуби    |
| ------------ | ---------------------------------------- | ----- | -------- |
| Перший раунд | 14-22 серпня 2012                        | 48    | 108 → 60 |
| Другий раунд | 28 серпня - 12 вересня 2012              | 28    | 60 → 32  |
| Третій раунд | 25 вересня - 24 жовтня 2012              | 16    | 32 → 16  |
| 1/8 фіналу   | 31 жовтня - 8 листопада 2012             | 8     | 16 → 8   |
| 1/4 фіналу   | 28 листопада - 5 грудня 2012             | 4     | 8 → 4    |
| 1/2 фіналу   | 13 березня/10 квітня - 17/18 квітня 2013 | 4     | 4 → 2    |
| Фінал        | 9 травня 2013                            | 1     | 2 → 1    |

## Третій раунд
| Команда 1                  | Рахунок | Команда 2            |
| -------------------------- | ------- | -------------------- |
| 25 вересня 2012            |         |                      |
| Ванлосе (4)                | 1:0     | Сьоллерод-Ведбек (3) |
| Свеболле (3)               | 1:3 дч  | Норшелланн           |
| Нествед (3)                | 1:2     | Раннерс              |
| Орхус Фремад (3)           | 0:3     | Орхус                |
| 26 вересня 2012            |         |                      |
| Рішой (3)                  | 0:1     | Мідтьюлланн          |
| Вибю (4)                   | 1:6     | Люнгбю (2)           |
| Блокхус (3)                | 0:1     | Сількеборг           |
| Болдклуббен 1893 (4)       | 0:3     | Брондбю              |
| Відовре (3)                | 3:7     | Оденсе               |
| Вайле Болдклуб Колдінг (2) | 3:1     | Вестшелланн (2)      |
| Фредерісія (2)             | 0:3     | Копенгаген           |
| 3 жовтня 2012              |         |                      |
| Бреншей (2)                | 1:3     | Ольборг              |
| Оттеруп (3)                | 2:3     | Горсенс              |
| Есб'єрг 92 (5)             | 0:3     | Есб'єрг              |
| Геллеруп ІК (3)            | 3:2     | ГБ Кеге (2)          |
| 24 жовтня 2012             |         |                      |
| Йоррінг (2)                | 0:4     | Сеннер'юск           |

## 1/8 фіналу
| Команда 1                  | Рахунок         | Команда 2   |
| -------------------------- | --------------- | ----------- |
| 31 жовтня 2012             |                 |             |
| Ванлосе (4)                | 0:3             | Оденсе      |
| Люнгбю (2)                 | 3:2             | Орхус       |
| Норшелланн                 | 2:3 дч          | Мідтьюлланн |
| Вайле Болдклуб Колдінг (2) | 0:1             | Раннерс     |
| 1 листопада 2012           |                 |             |
| Сеннер'юск                 | 0:3             | Копенгаген  |
| Геллеруп ІК (3)            | 0:4             | Горсенс     |
| 7 листопада 2012           |                 |             |
| Брондбю                    | 3:0             | Сількеборг  |
| 8 листопада 2012           |                 |             |
| Есб'єрг                    | 0:0 дч пен. 4:2 | Ольборг     |

## 1/4 фіналу
| Команда 1         | Рахунок | Команда 2   |
| ----------------- | ------- | ----------- |
| 28 листопада 2012 |         |             |
| Люнгбю (2)        | 1:2     | Есб'єрг     |
| Брондбю           | 1:0 дч  | Копенгаген  |
| 29 листопада 2012 |         |             |
| Раннерс           | 2:1     | Мідтьюлланн |
| 5 грудня 2012     |         |             |
| Оденсе            | 2:4 дч  | Горсенс     |

## 1/2 фіналу
| Команда 1                 | Заг. | Команда 2 | 1-й матч | 2-й матч |
| ------------------------- | ---- | --------- | -------- | -------- |
| 13 березня/18 квітня 2013 |      |           |          |          |
| Брондбю                   | 2:4  | Есб'єрг   | 1:1      | 1:3 дч   |
| 10/17 квітня 2013         |      |           |          |          |
| Раннерс                   | 4:2  | Горсенс   | 1:0      | 3:2      |

## Фінал
| 9 травня 2013 16:00 (EEST) |

| Раннерс | 0:1      | Есб'єрг  |
| ------- | -------- | -------- |
|         | Протокол | Туту 55' |

| Паркен, Копенгаген Глядачів: 26 194 Арбітр: Кенн Гансен |